# Вежа Ган
Вежа Ган (фр. Tour Gan) — хмарочос в Парижі, Франція. Висота 44-поверхового будинку становить 187 метрів. Будівництво було розпочато в 1972 і завершено в 1974 році. Проект було розроблено американським архітектором Максом Абрамовічем з архітектурного бюро Harrison & Abramovitz, J. P. Bisseuil.